# Spilornis elgini
Spilornis elgini é uma espécie de ave de rapina da família Accipitridae.
É endémica da Índia.
Os seus habitats naturais são: florestas subtropicais ou tropicais húmidas de baixa altitude e florestas de mangal tropicais ou subtropicais.
Está ameaçada por perda de habitat.